# Wuxia

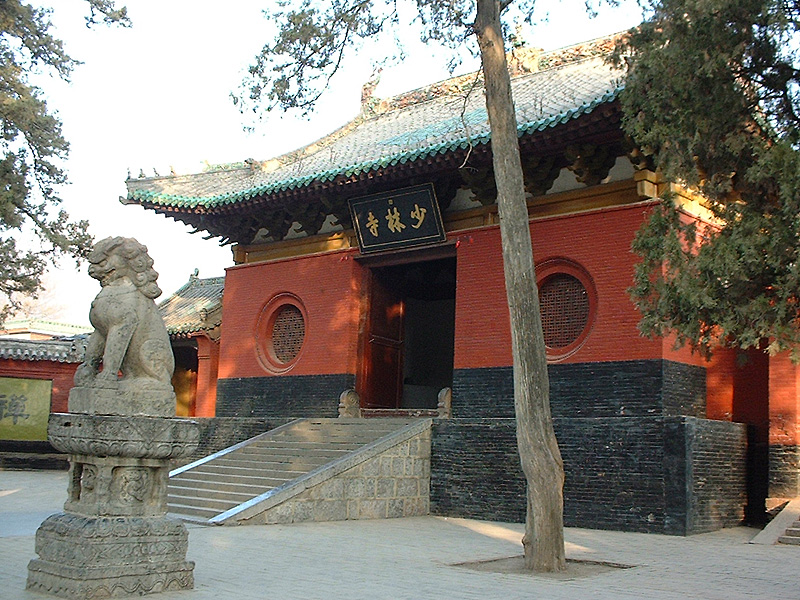
Klasztor Szaolin

Wuxia (chiń. 武侠; pinyin Wǔxiá, wym. /ù.ɕjǎ/, /ućja/) – termin oznaczający bohaterów chińskiej literatury popularnej (武侠文学), a od XX w. – także wywodzącego się z tej literatury: kina, komiksu i gier komputerowych.
Termin wuxia używany bywa jako skrótowa nazwa gatunku filmowego (wuxia pian) czy powieściowego (wuxia xiaoshuo). Wuxia to zarówno kobiety, jak i mężczyźni. Perfekcyjnie znają wushu, na ogół dzięki treningowi pod okiem mistrzów, np. w słynnym klasztorze Shaolin. Niektórzy bohaterowie wymyślają własne style albo uczą się specjalnych, zapomnianych technik ze starych ksiąg.
Nie należy mylić kina wuxia z kinem kung fu. W filmach kung fu bohaterami są zazwyczaj przedstawiciele klas robotniczych, walki są zwykle na gołe pięści i nie ma w owych filmach elementów fantasy. Przykłady: Wejście smoka, Pijany mistrz. W filmach wuxia akcja toczy się najczęściej wśród klas wyższych, dominuje walka na broń białą i jest sporo elementów fantasy (latanie, nadludzkie zdolności wojowników itp.). Przykłady: Przyczajony tygrys, ukryty smok, Hero.